# Земо Халацані
Земо Халацані (груз. ზემო ხალაწანი) — село в Грузії.
За даними перепису населення 2014 року в селі проживає 89 осіб.